# 355 v.Chr.

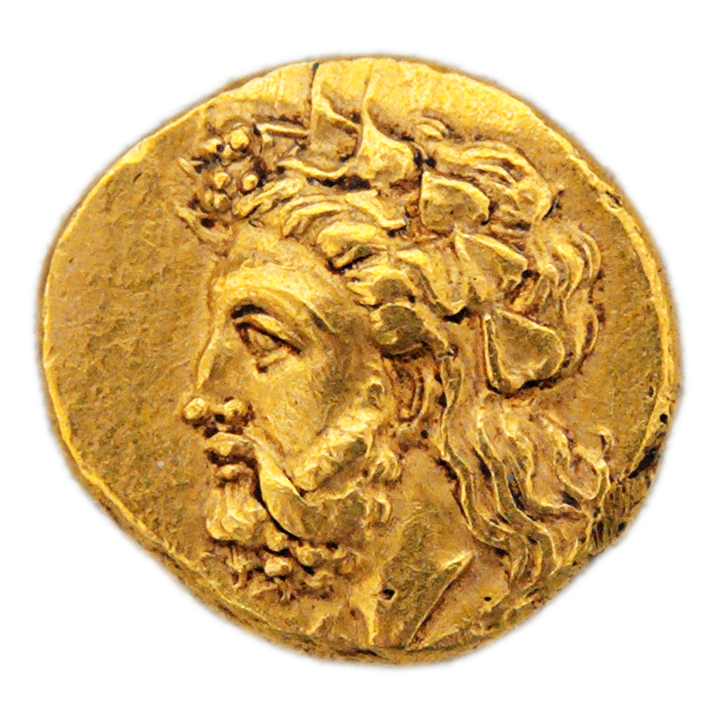
Stater uit de stad Lampsacus 360-340 v.Chr.

Het jaar 355 v.Chr. is een jaartal in de 4e eeuw v.Chr. volgens de christelijke jaartelling.

## Gebeurtenissen

### Griekenland
- Lampsacus wordt door de Atheense generaal Chares veroverd.
- Athene erkent de onafhankelijkheid van de Grieks-Ionische kuststeden.
- Archidamus III van Sparta geeft militaire steun aan Fokida.
- De Phociërs plunderen het Orakel van Delphi.
- Philippus II van Macedonië mengt zich in de Derde Heilige Oorlog.

### Perzië
- Koning Artaxerxes III dwingt Athene om Klein-Azië te verlaten.
- Nicocles van Salamis de tiran van Cyprus wordt vermoord en opgevolgd door Euagoras II.

### Italië
- In Rome worden als vergelding voor drie jaar geleden, 307 vooraanstaande edelen uit Tarquinii, op het Forum Romanum in het openbaar gegeseld en onthoofd.

## Geboren
- Cleopatra van Macedonië (~355 v.Chr. - ~308 v.Chr.), zuster van Alexander de Grote

## Overleden
- Aristippos van Cyrene (~435 v.Chr. - ~355 v.Chr.), Grieks filosoof (80)
- Iphicrates (~418 v.Chr. - ~355 v.Chr.), Atheens veldheer (63)
- Nicocles van Salamis, tiran van Cyprus
- Xenophon (~430 v.Chr. - ~355 v.Chr.), Grieks schrijver en veldheer (75)